# Contatto elettrico indiretto

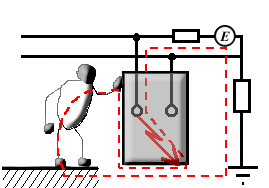
Esempio di contatto indiretto

Il contatto elettrico indiretto è definito come il contatto con una parte dell'impianto normalmente non in tensione, che ha assunto accidentalmente una tensione elettrica pericolosa dovuta a guasto dell'isolamento principale.
Questo avviene per esempio, quando l'isolamento elettrico di un apparecchio cede e l'involucro metallico dell'apparecchio elettrico (massa) si trova sotto tensione e in caso di contatto con l'involucro la persona può essere investita dal passaggio di corrente elettrica verso terra. 

## Protezione contro i contatti indiretti
La protezione si realizza nei seguenti modi:
- Messa a terra delle masse al fine di collegare allo stesso potenziale tutte le masse metalliche. Dal collegamento a terra sono esonerati gli apparecchi elettrici con doppio isolamento o con isolamento rinforzato che sono riconoscibili dal simbolo, apposto dal costruttore, costituito da due quadrati concentrici.

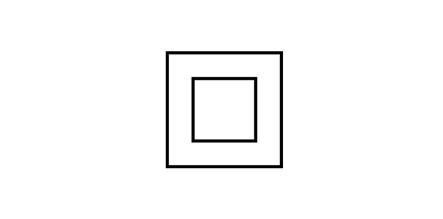
Simbolo che identifica un apparecchio con doppio isolamento.

- Tutti gli altri apparecchi devono essere dotati di prese a spina con polo o contatto per il collegamento elettrico a terra della massa metallica: le prese a spina di tipo piatto (bipolari) utilizzano il polo centrale mentre quelle di tipo rotondo (Schuko, dette anche Siemens) utilizzano una lamella laterale.
- Oltre all'impianto di messa a terra per garantire la protezione dai contatti indiretti è necessario installare a monte degli apparecchi utilizzatori un dispositivo in grado di rilevare la dispersione di corrente verso terra (interruttore differenziale) che interrompa il flusso di corrente elettrica prima che la stessa assuma valori pericolosi.
  - Gli interruttori magnetotermici, i fusibili e gli interruttori differenziali devono essere compresi nell'impianto di messa a terra[non chiaro] in modo da garantire il rispetto delle condizioni di sicurezza richieste dalla Norma CEI 64-8.
  - Anche l'impianto di messa a terra deve essere installato e verificato da personale qualificato, così come stabilito dalla D.P.R. n. 462/01, nei luoghi di lavoro tale impianto è soggetto a denuncia obbligatoria e verifica periodica da parte dell'autorità competente.
- Separazione elettrica, che si attua fornendo l'alimentazione attraverso un trasformatore di isolamento e permette di evitare l'interruzione in caso di guasto; esso viene utilizzato nel locali a uso medico.

La prevenzione dei contatti indiretti si basa sui controlli periodici degli interruttori e dell'efficienza dell'impianto di messa a terra.